# Ctenus celisi
Ctenus celisi este o specie de păianjeni din genul Ctenus, familia Ctenidae, descrisă de Benoit, 1981.
Este endemică în Congo. Conform Catalogue of Life specia Ctenus celisi nu are subspecii cunoscute.